# Apolipoproteína B

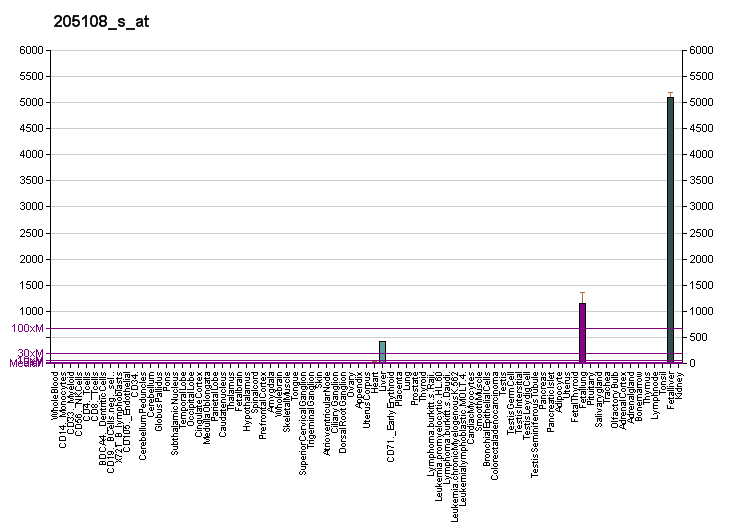
Tabela da Apolipoproteína B.

Apolipoproteína B (APOB ou ApoB) é uma apolipoproteína primária da lipoproteína de baixa densidade (LDL ou "mau colesterol"), a qual é responsável pelo transporte do colesterol para os tecidos.
O termo apolipoproteína refere-se à fração exclusivamente protéica das lipoproteínas (porção estrutural que permite a manutenção dos lipídeos em solução durante a circulação na corrente sanguínea). A Apolipoproteína B (Apo-B100) é um composto de 500 kD, sendo produzida majoritariamente no fígado, funcionando como carreadora de colesterol às células. Mais de 90% das LDL-colesterol são Apo-B, mas VLDL e IDL também a contém. Níveis elevados de apo-B podem ocorrer em casos de hiperlipidemia familiar combinada e hiperlipidemia adquirida (onde funciona como fator adicional de diagnóstico diferencial). De modo geral a interpretação dos resultados de Apo-B é similar à interpretação aplicada ao colesterol LDL

## Usos
- avaliação do metabolismo lipídico;

- avaliação de risco cardíaco.